# تاريخ بولندا (1945-1989)

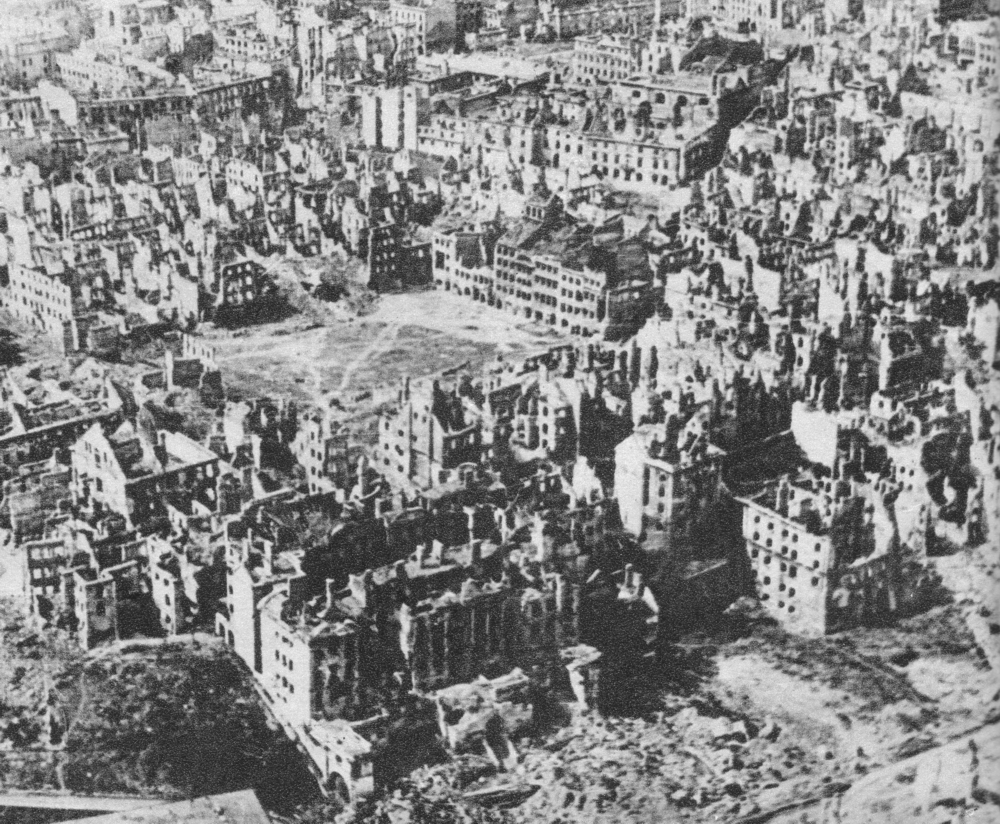
عاصمة بولندا المدمرة وارسو، يناير 1945.

تمتد الحقبة التاريخية لبولندا من عام 1945 إلى عام 1989 خلال فترة الهيمنة السوفييتية والحكم الشيوعي الذي فُرض بعد نهاية الحرب العالمية الثانية على بولندا، إذ أعيد تأسيسه داخل حدود جديدة. في حين تميزت هذه السنوات بالتحولات الصناعية العامة والتحضر والعديد من التحسينات في مستوى المعيشة، لكنها شُوهت من قبل الإرهاب الستاليني والاضطرابات الاجتماعية والصراع السياسي والصعوبات الاقتصادية الشديدة.
مع اقتراب نهاية الحرب العالمية الثانية، طرد الجيش الأحمر السوفييتي المتقدم، إلى جانب القوات المسلحة البولندية التي تشكلت في ظل حكم الاتحاد السوفييتي، القوات الألمانية النازية من بولندا المحتلة. في فبراير 1945، وافق مؤتمر يالتا على تشكيل حكومة مؤقتة في بولندا من ائتلاف توفيقي حتى فترة انتخابات ما بعد الحرب. تلاعب جوزيف ستالين، زعيم الاتحاد السوفييتي بتنفيذ هذا الحكم. تشكلت حكومة الوحدة الوطنية المؤقتة التي يُسيطر عليها الشيوعيين عمليًا في وارسو متجاهلة الحكومة البولندية في المنفى في لندن منذ عام 1940.
خلال مؤتمر بوتسدام اللاحق في الفترة ما بين يوليو-أغسطس 1945، صادق الحلفاء الرئيسيون الثلاثة على التحول الغربي الهائل للحدود البولندية ووافقوا على أراضيها الجديدة بين خط أودر-نيس وخط كرزون. بعد القضاء على السكان البولنديين اليهود في المحرقة «الهولوكوست»، وهروب الألمان وطردهم في الغرب، وإعادة توطين الأوكرانيين في الشرق، وعودة البولنديين من كريسي، أصبحت بولندا لأول مرة في تاريخها دولة قومية متجانسة عرقيًا دون الأقليات البارزة. عززت الحكومة الجديدة سلطتها السياسية على مدار العامين التاليين، بينما حصل حزب العمال المتحدون البولندي بقيادة «بوليسواف بيروت» على سيطرة حازمة على البلاد، والتي ستصبح جزءًا من مجال النفوذ السوفييتي بعد الحرب في أوروبا الوسطى والشرقية. صدر دستور الجمهورية الشعبية البولندية في يوليو 1952 وأصبحت الدولة رسميًا هي الجمهورية الشعبية البولندية.
بعد وفاة ستالين في عام 1953، سمح الانفراج السياسي في عهد خروتشوف «ذوبان خروتشوف» في الدائرة السوفييتية لقسم أكبر من الليبراليين الشيوعيين البولنديين، بقيادة فلاديسلو جوملكا، بالوصول إلى السلطة. بحلول منتصف الستينيات، بدأت بولندا تعاني من صعوبات اقتصادية وسياسية متصاعدة. بلغت الأزمة السياسية البولندية عام 1968 والاحتجاجات البولندية عام 1970 أوجها، عندما أدى ارتفاع أسعار المستهلك إلى حدوث موجة من الإضرابات. طرحت الحكومة برنامجًا اقتصاديًا جديدًا يستند إلى الاقتراض على نطاق واسع من الغرب، ما أدى إلى ارتفاع مستويات المعيشة والآمال، لكن هدف هذا البرنامج كان زيادة التكامل الاقتصادي البولندي مع الاقتصاد العالمي، وقد فشل بعد أزمة النفط في عام 1973. في عام 1976، اضطرت الحكومة برئاسة إدوارد جيريك إلى رفع الأسعار مرة أخرى، ما أدى إلى بدء احتجاجات يونيو 1976.
اكتسبت هذه الحلقة من القمع والإصلاح والنضال الاقتصادي السياسي، سمات جديدة مع انتخاب كارول فويتيالا عام 1978 خلفًا للبابا يوحنا بولس الثاني. عزز التصعيد غير المتوقع لفويتيالا المعارضة للنظام الاستبداي وغير الفعال للدولة الاشتراكية المدارة من قبل الطبقة السوفييتية الحاكمة (نومينوكلنتورا) لاسيما مع زيارة البابا الأولى إلى بولندا في عام 1979. في أوائل شهر أغسطس عام 1980، أدت موجة جديدة من الإضرابات إلى تأسيس حركة تضامن (اتحاد نقابة العمال البولندي) بقيادة عامل الكهرباء ليخ فانيسا. سببت قوة المعارضة ونشاطها المتزايد في إعلان حكومة فويتش ياروزيلسكي القائمة على الأحكام العرفية في ديسمبر عام 1981. مع ذلك، ومع البدء بإصلاحات ميخائيل غورباتشوف داخل الاتحاد السوفييتي وزيادة الضغط من الغرب والاقتصاد المفكك، اضطر النظام حينها إلى التفاوض مع خصومه. أدت محادثات الطاولة المستديرة لعام 1989 إلى مشاركة اتحاد نقابة العمال البولندي في انتخابات عام 1989. أدى الانتصار المذهل لمرشحيه إلى انبثاق أول سلسلة من التحولات عن الحكم الشيوعي في أوروبا الوسطى والشرقية. في عام 1990، استقال ياروزيلسكي من رئاسة جمهورية بولندا؛ وبعد إجراء الانتخابات الرئاسية، نجح ليخ فاونسا.

## تأسيس بولندا الشيوعية (1944-1948)

### الدمار في زمن الحرب وتحولات الحدود والسكان وإعادة بناء البنية التحتية والاقتصاد
قبل الحرب العالمية الثانية، كان ثلث سكان بولندا من الأقليات العرقية. بلغ عدد سكان بولندا نحو 35 مليون نسمة في عام 1939، ولكن أقل من 24 مليون في عام 1946 داخل الحدود المعنية. من بين السكان الباقين كان أكثر من ثلاثة ملايين من الأقليات العرقية، مثل الألمان والأوكرانيين واليهود، ومعظمهم سيغادرون بولندا قريبًا. عانت بولندا من أكبر الخسائر البشرية النسبية خلال الحرب العالمية الثانية، إذ بلغت 16-17 في المئة من سكانها. تشير التقديرات إلى موت نحو 6 ملايين مواطن بولندي لأسباب تتعلق بالحرب بين عامي 1939 و1945. ويشمل الرقم التقريبي 3 ملايين من الضحايا اليهود البولنديين كجزء من المجموع المذكور أعلاه. بلغ عدد ضحايا البولنديين العرقية نحو مليوني شخص.
تأثرت الأقليات التاريخية في بولندا بشكل كبير، في حين أن التنوع البولندي العرقي المنعكس في التعدادات الوطنية السابقة كان قد انتهى خلال عدة سنوات بعد الحرب. عانت الطبقة البولندية المتعلمة كثيرًا. هلكت نسبة كبيرة من النخبة الاجتماعية والسياسية التي كانت قائمة قبل الحرب في البلاد وتشتتت نسبة كبيرة منهم.
ترافق تنفيذ المهمة الضخمة المتمثلة في إعادة بناء البلاد، مع كفاح الحكومة الجديدة للحصول على السلطة المركزية، وما زاد من تعقيد الأمر انعدام ثقة جزء كبير من المجتمع بالنظام الجديد، إضافة إلى النزاعات على حدود بولندا ما بعد الحرب، التي لم تُؤكد بشكل قاطع حتى منتصف عام 1945. انخرطت القوات السوفييتية الموجودة في ذلك الوقت في نهب الأراضي الشرقية السابقة لألمانيا والتي نُقلت إلى بولندا، وتجريدها من المعدات الصناعية والبنية التحتية والمصانع وإرسالها إلى الاتحاد السوفييتي.

## العهد الستاليني (1948- 1956)

### إزاحة غمولكا والقمع الستاليني
كما هو الحال في بلدان الكتلة الشرقية الأخرى، كان هناك تطهير سياسي يتبع الأسلوب السوفيتي للمسؤولين الشيوعيين في بولندا بعد عام 1948، وقد اتهم هؤلاء بميول «قومية» أو «انحرافية» أخرى. تضمنت الحملة التي افتقرت للحماسة في بولندا الاعتقالات والسجن على يد ماريان سباشالسي منذ مايو من عام 1950 وميخال رولا جيميرسكي بعد خمسة أشهر من وفاة ستالين. ووجه الاتهام لغمولكا الذي عارض السيطرة المباشرة لستالين على حزب السياسيين المتطرفين البولندي في سبتمبر من عام 1948، إلى جانب مجموعة من الزعماء الشيوعيين الذين كما غمولكا، أمضوا وقتهم في حرب بولندا مع الخروج الإيديولوجي من اللينينية والطرد من منصب الأمين الأول في الحزب. أكد غمولكا، المتهم «بالانحرافات القومية اليمينة»، على التقاليد الاشتراكية البولندية وانتقد بشدة الديمقراطية الاجتماعية روزا لوكسمبورغ من حزب الديمقراطية الاجتماعية للمملكة البولندية وليتوانيا بسبب التقليل من شان الطموحات الوطنية البولندية. وعلى نحو غريب، ادعى السوفيت مشاركة غمولكا في مؤامرة مناهضة لهم. اعتقل غمولكا بناء على أمر من بوليسلاف بيروت على يد وزارة الأمن العام (إم بي بّي) في الأيام الأولى من أغسطس من عام 1951 واستجوبه كل من رومان رومكوفسكي وانتول فيجغين بحسب أوامر من السوفييت. لم يتعرض غمولكا للتعذيب الجسدي على عكس الشيوعيين الآخرين الذين جرى اضطهادهم تحت نظام بيروت وجاكوب بيرمان وغيرهم من شركاء ستالين. أثناء الاستجواب، أدار دفاعه بتحد وهدد بالكشف عن «الحقيقة الكاملة» إذا هو خضع للمحاكمة، وقد استمر بدفاعه بقوة. وهكذا فقد وضع غمولكا في السجن دون محاكمة شكلية نموذجية (أطلق سراحه في ديسمبر من عام 1954). حصل بيروت على منصب غمولكا كقائد لحزب السياسيين المتطرفين وبعدها كقائد لحزب العمال البولندي الموحد. ظل غمولكا محميًا من قبل رفاقه البولنديين بقدر استطاعتهم، وقد أصبح سجل دفاعه مفيدًا في بعض الأحيان حين سنحت الفرصة في عام 1956 للحزب البولندي بإعادة تأكيد نفسه.
سيطر الشيوعيون البولنديون مثل اتحاد الوطنيين البولنديين الذين تفرعوا عن الفصائل والمنظمات التي عملت في الاتحاد السوفيتي تحت أمرة ستالين، على الحكومة الستالينية. كان من بين قادتهم في ذلك الوقت، واندا وسيليفسكا وزيغمونت بيرلينغ. اليوم في بولندا، وُضع أولئك الذين ظلوا نشطاء وحكموا البلاد بولاء بمساعدة وزارة الأمن العام و«المستشارين» السوفييت، كذراع للحكومة وأمن الدولة لضمان السياسة المؤيدة للدولة السوفيتية. كان الأكثر أهمية من هؤلاء هو كونستانتين روكوسوفسكي، وزير دفاع بولندا منذ عام 1949 وحتى عام 1956، الذي كان أيضًأ، مارشال الاتحاد السوفيتي وبطل حرب. أُدخل التجنيد العسكري بعد الفترة التي تلت الحرب وسرعان ما وصل الجيش إلى حجمه الدائم الذي بلغ 400,000 رجل.
وصل عدد الشرطة العسكرية التي اتبعت الأسلوب السوفيتي بما في ذلك إدارة الأمن العام إلى نحو 32,000 عميل في عام 1953. في ذروة الستالينية، كان هناك عميل واحد من إدارة الأمن العام لكل 800 مواطن بولندي. كان برنامج وزارة الأمن العام مسؤولًا أيضًا عن فيلق الأمن الداخلي والميليشيات المدنية وحرس الحدود وموظفي السجون والشرطة شبه العسكرية أو المجلس الاحتياطي التطوعي من ميليشيات المواطنين، (أو آر إم أو) التي كانت تستخدم في إجراءات خاصة (مع أكثر من 100,000 عضو). نشأت (أو آر إم أو) من جهود الشعب في الدفاع عن أنفسهم، والتي جاءت كرد فعل عفوي على تفجر الجريمة في ظل فراغ السلطة بين عامي 1944- 1945. حصلت هذه الحركة على توجيه وأُضفي الطابع الرسمي عليها في فبراير عام 1946، من قبل حزب المتطرفين السياسيين مما أدى إلى إنشاء هيكل أو آر إم أو التطوعي.
في المقام الأول في عهد ستالين، شارك المدعون العامون والقضاة وكذلك موظفو وزارة الأمن العام والمديرية الرئيسية للمعلومات في الجيش البولندي، في أعمال يعترف القانون الدولي بأنها عبارة عن جرائم ضد الإنسانية وجرائم ضد السلام. من الأمثلة على ذلك، إعدام أعضاء في منظمة الحرية والاستقلال في عام 1951 في وارسو، بعد العفو الرسمي والكشف الطوعي عنهم في سجن موكوتو. احتشد الجيش البولندي ما بعد الحرب والاستخبارات والشرطة مع ضباط المفوضية الشعبية للشؤون الداخلية السوفييت، الذين تمركزوا في بولندا مع مجموعة القوات الشمالية حتى عام 1956.
استمرت الاعتقالات الجماعية خلال أوائل الخمسينيات من القرن العشرين. اعتُقل في أكتوبر من عام 1950، نحو 5000 شخص في ليلة واحدة خلال ما يسمى «العملية كاي». اعتُقل أكثر من 21,000 شخص في عام 1952. بحلول النصف الثاني من عام 1952، وبحسب البيانات الرسمية، احتُجز نحو 49,500 سجين سياسي. تعرض قائد الجيش السابق، إيميل آوغوست فيلدورف لعدة سنوات من الاضطهاد الوحشي في الاتحاد السوفيتي وبولندا قبل أن يُعدم في فبراير من عام 1953، قبل وفاة ستالين.
انتشرت المقاومة ضد السوفييت والستالينين الأصليين على نطاق واسع ليس فقط بين عموم السكان فحسب، بل أيضًا بين صفوف حزب العمال البولندي، الذي حد من أضرار النظام القمعي إلى أقل بكثير من الدول الأوروبية الأخرى التي تحكمها الشيوعية. بحسب ما جاء به نورمان ديفيز، فإن العنف السياسي بعد عام 1947 لم يكن واسع النطاق. ظلت الكنيسة، التي تعرضت لمصادرة الممتلكات الجزئية، سليمة إلى حد كبير، واحتفظ المثقفون المهمشون إلى حد كبير بقدرتهم على التأثير في الإصلاحات المستقبلية، وتجنب الفلاحون العمل بالجملة وبقيت المشاريع الخاصة على قيد الحياة. حصلت تغيرات تحررية تدريجية بين وفاة ستالين في عام 1953 واكتوبر البولندي في عام 1956.